# Imeridrillmyrfågel
Imeridrillmyrfågel (Hypocnemis flavescens) är en fågel i familjen myrfåglar inom ordningen tättingar.

## Utseende och läte
Imeridrillmyrfågeln är en liten myrfågel. Hanen är streckad i svart ovan, med gultonat bröst och roströda flanker. Honan liknar hanen, men strecken ovan är bruna. Sången består av en serie fallande visslingar som avslutas med en hård ton, återgiven i engelsk litteratur som "tew, tew-tzew-tzew-tur paw, paw". Liknande guyanadrillmyrfågeln har vit strupe och är mer streckad på bröstet, medan perudrillmyrfågeln istället har mer svart på strupe och bröst och mindre gult under.

## Utbredning och systematik
Fågeln förekommer från östcentrala Colombia till södra Venezuela och nordvästligaste Amazonområdet i Brasilien. Den behandlas antingen som monotypisk eller delas in i två underarter med följande utbredning:
- Hypocnemis flavescens flavescens – östra Colombia, södra Venezuela och nordvästra Brasilien
- Hypocnemis flavescens perflava – centrala Roraima i norra Brasilien

## Levnadssätt
Imeridrillmyrfågel hittas i undervegetation i både säsongsvis översvämmad skog och torrare skog. Den besöker regelbundet svärmar av vandringsmyror för att fånga föda som myrorna skrämmer upp.

## Status och hot
Arten har ett stort utbredningsområde, men tros minska i antal, dock inte tillräckligt kraftigt för att den ska betraktas som hotad. Internationella naturvårdsunionen IUCN listar arten som livskraftig (LC).